# 집단지도체제
집단지도체제(集團指導體制, 영어: collective leadership system)란 단일 조직구조 안에 권력을 분산시키는 구조다. 공산당과 사회주의 국가의 이상적 통치형태라고 여겨진 바 있다. 소련 집단지도체제가 특히 유명하다.
중화인민공화국은 덩샤오핑 집권기인 1970년대부터 집단지도체제를 구축하여, 중국공산당 중앙정치국 상무위원회가 그 집단지도부의 역할을 했다. 하지만 장쩌민이 중국공산당 총서기를 "동급자 중 1인자"로 공식화하는 등 그 지속성에 불안요소가 보이더니, 2018년 시진핑이 지도자 임기제한을 폐지하면서 집단지도체제 시대가 끝났다는 평가도 있다.
베트남은 레주언이 공산당 총비서였을 때 공산당 총비서와 상임위원회 정치국 사이에 권력을 분산시켰다. 하지만 그래도 일단 지도자는 단일했다. 현대의 베트남은 보다 집단지도체제에 가까운 형태가 되었다. 단일하게 부각되는 지도자가 없으며, 총비서, 주석, 수상이 정치국, 서기국, 당중앙 같은 합의체들을 통해 권력을 공유한다.
조선민주주의인민공화국은 조선로동당 중앙위원회 정치국 상무위원회 중심으로 집단지도체제로 이루어져 있고 특히 조선로동당 총비서, 최고인민회의 상임위원회 위원장, 역대 총리 이 세 명으로 상무위원을 구성하여 집단지도체제로 이루어져 있으며 특히 200명을 구성원으로 하여 조선민주주의인민공화국을 지도하고 있다.